# Wolfgang Wodarg
Wolfgang Wodarg (2 de marzo de 1947, Itzehoe, Alemania) es un médico,  Como presidente de la Asamblea Parlamentaria del Comité de Salud del  Consejo de Europa. Fue miembro del Partido Socialdemócrata de Alemania (SPD).
El 4 de enero de 2010, Wodarg denunció, en una entrevista ofrecida al periódico francés L'Humanité, la presunta planificación de la psicosis de la Gripe A (H1N1), y la ola de histeria y pánico que recorrió el mundo, atribuyéndole la responsabilidad a la Organización Mundial de la Salud, denunciando a personas que están estrechamente vinculadas con las farmacéuticas, y que todo fue una campaña montada y organizada.

## Educación y profesión
Nació en la ciudad de Itzehoe en el estado alemán de Schleswig-Holstein. Wodarg realizó sus estudios de medicina en Berlín y Hamburgo. Obtuvo su licencia de médico en 1973, y en 1974 recibió el título de doctorado de la Universidad de Hamburgo con una tesis sobre las enfermedades mentales de los marineros: un estudio sobre el suicidio, alcoholismo y otros trastornos psiquiátricos graves. Posteriormente, comenzó a trabajar como médico en un barco, y después de un viaje de investigación a Sudáfrica comenzó como médico en el puerto de Hamburgo. Desde 1983 ha ocupado la posición de Amtsarzt en Flensburg. Wolfgang Wodarg es profesor en la Universidad de Flensburgo.

## Política
Wodarg ha sido miembro del Partido Socialdemócrata de Alemania (SPD) desde 1988. De 1992 a 2002 fue la cabeza de lista de Schleswig del SPD distrito de Flensburg. Desde el 19 de noviembre de 2005 hasta el 1 de diciembre de 2007, Wodarg fue presidente del SPD del distrito de Flensburg.
Desde 1990 Wodarg ha sido miembro del comité ejecutivo de la Asociación nacional de los socialdemócratas en el Sector de la Salud. Desde 1994 fue diputado federal, y en 2002 llegó a ser elegido presidente de la Comisión federal.

## Miembro del Parlamento
De 1986 a 1998 Wodarg perteneció al consejo parroquial de su Nieby nativo.
Desde 1994, fue miembro electo del Bundestag por la circunscripción de Schleswig-Flensburg, perdiendo su mandato en las elecciones federales de Alemania de 2009. Aquí Wodarg fue el portavoz de 2003 a 2005 de la bancada del SPD en la Comisión de Investigación de la ética y el derecho de la medicina moderna y portavoz para asuntos de las minorías en la zona fronteriza entre Alemania y Dinamarca.
A partir de 1999 Wodarg ha pertenecido a la Asamblea Parlamentaria del Consejo de Europa. Desde 2002 ha sido vicepresidente del Grupo Socialista y desde 2006 presidente de la socialdemocracia alemana y subjefe de la delegación alemana.
En junio de 2009 Wodarg fue uno de los tres diputados del SPD en el Parlamento que votaron en contra de la polémica Zugangserschwerungsgesetz (Acceso Impedimento Ley), que pretende restringir el acceso a la pornografía en Internet.